# Еголдокова
Еголдокова — река в России, протекает по Томской области. Устье реки находится в 247 км по левому берегу реки Пайдугина. Длина реки составляет 72 км, площадь водосборного бассейна 1260 км².

## Бассейн
- 14 км Большая Еголдокова справа
  - 5 км Еголдокова 2-я справа
    - Короткий слева

  - Еголдокова 3-я слева
  - Боровая слева
- 19 км Еголдокова 1-я справа
  - Чистый слева
- Бармановский слева

## Данные водного реестра
По данным государственного водного реестра России относится к Верхнеобскому бассейновому округу, водохозяйственный участок реки — Кеть, речной подбассейн реки — бассейн притоков (Верхней) Оби от Чулыма до Кети. Речной бассейн реки — (Верхняя) Обь до впадения Иртыша.
Код объекта в государственном водном реестре — 13010600112115200028129.